# Radisson (Wisconsin)
Radisson is een plaats (village) in de Amerikaanse staat Wisconsin, en valt bestuurlijk gezien onder Sawyer County. De plaats is genoemd naar de ontdekkingsreiziger Pierre-Esprit Radisson.

## Demografie
Bij de volkstelling in 2000 werd het aantal inwoners vastgesteld op 222. In 2006 is het aantal inwoners door het United States Census Bureau geschat op 223, een stijging van 1 (0,5%).

## Geografie
Volgens het United States Census Bureau beslaat de plaats een oppervlakte van 1,0 km², geheel bestaande uit land. Radisson ligt op ongeveer 378 m boven zeeniveau.

## Plaatsen in de nabije omgeving
De onderstaande figuur toont nabijgelegen plaatsen in een straal van 20 km rond Radisson.